# Frederica Piedade
Frederica Piedade (* 5. Juni 1982 in Faro) ist eine ehemalige portugiesische Tennisspielerin.

## Karriere
Piedade war von 1997 bis 2009 Tennisprofi. Sie gewann zwischen 2002 und 2009 auf ITF-Ebene elf Turniere im Einzel und 19 im Doppel. Auf der WTA Tour blieb sie ohne Titelgewinn.
Ihre höchsten Weltranglistenplatzierungen erreichte sie im Einzel im Mai 2006 mit Rang 142, im Doppel im Februar 2009 mit Rang 158.
Ihr letztes Match auf der Damentour spielte sie im Dezember 2009 in Buenos Aires.
Zwischen 2001 und 2010 bestritt sie 16 Partien für die portugiesische Fed-Cup-Mannschaft, von denen sie zwölf gewann.

## Turniersiege

### Einzel
| Nr. | Datum             | Turnier          | Kategorie   | Belag     | Finalgegnerin           | Ergebnis      |
| --- | ----------------- | ---------------- | ----------- | --------- | ----------------------- | ------------- |
| 1.  | 8. September 2002 | Mollerussa       | ITF $10.000 | Hartplatz | Aliénor Tricerri        | 6:4, 6:2      |
| 2.  | 23. März 2003     | Kairo            | ITF $10.000 | Sand      | Michaela Michálková     | 6:2, 3:6, 6:4 |
| 3.  | 18. Mai 2003      | Monzón           | ITF $10.000 | Hartplatz | Kildine Chevalier       | 6:4, 6:3      |
| 4.  | 22. Juni 2003     | Montemor-o-Novo  | ITF $10.000 | Hartplatz | Chantal Coombs          | 6:3, 6:3      |
| 5.  | 20. Juli 2003     | Campos do Jordão | ITF $25.000 | Hartplatz | Maria Fernanda Alves    | 6:2, 6:1      |
| 6.  | 21. März 2004     | Tel Aviv         | ITF $10.000 | Hartplatz | Cheli Bargil            | 4:6, 6:1, 6:0 |
| 7.  | 8. August 2004    | Vigo             | ITF $10.000 | Hartplatz | Lucía Jiménez-Almendros | 6:1, 6:3      |
| 8.  | 17. Oktober 2004  | Mexiko-Stadt     | ITF $25.000 | Hartplatz | Melissa Torres Sandoval | 7:5, 6:2      |
| 9.  | 28. November 2005 | San Luis Potosí  | ITF $25.000 | Hartplatz | Jorgelina Cravero       | 6:3, 6:1      |
| 10. | 27. April 2008    | Toluca           | ITF $10.000 | Hartplatz | Bo Verhulsdonk          | 6:3, 6:3      |
| 11. | 11. Oktober 2009  | Mexiko-Stadt     | ITF $25.000 | Hartplatz | Marina Giral Lores      | 6:1, 6:2      |

### Doppel
| Nr. | Datum              | Turnier         | Kategorie   | Belag     | Partnerin                    | Finalgegnerinnen                          | Ergebnis          |
| --- | ------------------ | --------------- | ----------- | --------- | ---------------------------- | ----------------------------------------- | ----------------- |
| 1.  | 5. August 2002     | Pontevedra      | ITF $10.000 | Hartplatz | Neuza Silva                  | Alberta Brianti İpek Şenoğlu              | 6:2, 4:6, 6:2     |
| 2.  | 22. September 2002 | Barcelona       | ITF $10.000 | Hartplatz | Iveta Gerlová                | Marta Fraga Adriana Gonzalez Penas        | 6:4, 6:4          |
| 3.  | 29. September 2002 | Lleida          | ITF $10.000 | Sand      | Neuza Silva                  | Caroline Ann Basu Aliénor Tricerri        | 6:75, 6:2, 6:4    |
| 4.  | 11. Mai 2003       | Tortosa         | ITF $10.000 | Sand      | İpek Şenoğlu                 | Liana Ungur Ma. Pilar Sanchez Alayeto     | 6:4, 7:65         |
| 5.  | 8. Februar 2004    | Vale do Lobo    | ITF $10.000 | Sand      | Kildine Chevalier            | Soledad Esperón Flavia Mignola            | 2:6, 6:3, 6:4     |
| 6.  | 21. März 2004      | Ramat Hasharon  | ITF $10.000 | Hartplatz | Iveta Gerlová                | Julia Gandia Gabriela Velasco Andreu      | 6:2, 4:6, 6:2     |
| 7.  | 28. März 2004      | Elda            | ITF $10.000 | Sand      | Lourdes Domínguez Lino       | Andrea Hlaváčková Jana Hlaváčková         | nicht angetreten  |
| 8.  | 25. April 2004     | Poza Rica       | ITF $25.000 | Hartplatz | Lourdes Domínguez Lino       | Jorgelina Cravero İpek Şenoğlu            | 7:5, 6:0          |
| 9.  | 20. Juni 2004      | Montemor-o-Novo | ITF $10.000 | Hartplatz | Alienor Tricerri             | Alanna Broderick Megan Moulton-Levy       | 6:4, 6:3          |
| 10. | 1. August 2004     | Pontevedra      | ITF $10.000 | Hartplatz | Alienor Tricerri             | Julianna Gates Natasha Kersten            | 7:5, 6:4          |
| 11. | 3. Juli 2005       | Mont-de-Marsan  | ITF $25.000 | Hartplatz | Natalia Gussoni              | Émilie Bacquet Violette Huck              | 6:1, 7:65         |
| 12. | 29. Juli 2006      | Pétange         | ITF $50.000 | Sand      | Erica Krauth                 | Lina Stančiūtė Claudine Schaul            | 6:3, 6:3          |
| 13. | 6. August 2006     | Baden-Baden     | ITF $50.000 | Sand      | Jarmila Gajdošová            | Libuše Průšová Barbora Záhlavová-Strýcová | 7:5, 4:6, 7:66    |
| 14. | 20. Mai 2007       | Gran Canaria    | ITF $25.000 | Sand      | Anne Keothavong              | Marta Marrero Carla Suárez Navarro        | kampflos          |
| 15. | 13. Januar 2008    | St. Leo         | ITF $25.000 | Hartplatz | Soledad Esperón              | Corinna Dentoni Anastasia Pivovarova      | 6:2, 6:73, [10:7] |
| 16. | 26. April 2008     | Toluca          | ITF $10.000 | Hartplatz | Agustina Lepore              | Lena Litvak Rebecca Marino                | 6:4, 6:2          |
| 17. | 6. Oktober 2008    | San Luis Potosí | ITF $25.000 | Hartplatz | Maria Fernanda Alves         | Soledad Esperón Florencia Molinero        | 5:7, 6:1, [10:8]  |
| 18. | 14. Juni 2009      | Campobasso      | ITF $25.000 | Sand      | Jorgelina Cravero            | Anna Floris Valentina Sulpizio            | 6:3, 6:4          |
| 19. | 5. Oktober 2009    | Mexiko-Stadt    | ITF $25.000 | Hartplatz | María Fernanda Álvarez Terán | Karen Castiblanco Alina Jidkova           | 6:3, 6:4          |